# Логанспорт (Індіана)
Логанспорт (англ. Logansport) — місто (англ. city) в США, в окрузі Кесс штату Індіана. Населення — 18 366 осіб (2020).

## Географія
Логанспорт розташований за координатами 40°45′1″ пн. ш. 86°21′22″ зх. д. / 40.75028° пн. ш. 86.35611° зх. д. (40.750182, -86.356182).  За даними Бюро перепису населення США в 2010 році місто мало площу 23,23 км², з яких 22,66 км² — суходіл та 0,58 км² — водойми. В 2017 році площа становила 27,66 км², з яких 27,08 км² — суходіл та 0,58 км² — водойми.

## Демографія
Згідно з переписом 2010 року, у місті мешкало 18 396 осіб у 6877 домогосподарствах у складі 4272 родин. Густота населення становила 792 особи/км².  Було 7822 помешкання (337/км²).
Расовий склад населення:
| - 80,7 % — білих - 2,3 % — чорних або афроамериканців - 1,7 % — азіатів - 0,8 % — корінних американців - 0,1 % — вихідців з тихоокеанських островів - 12,3 % — осіб інших рас |

До двох чи більше рас належало 2,2 %. Частка іспаномовних становила 21,6 % від усіх жителів.
За віковим діапазоном населення розподілялося таким чином: 27,8 % — особи молодші 18 років, 58,3 % — особи у віці 18—64 років, 13,9 % — особи у віці 65 років та старші. Медіана віку мешканця становила 34,2 року. На 100 осіб жіночої статі у місті припадало 97,2 чоловіків;  на 100 жінок у віці від 18 років та старших — 93,0 чоловіків також старших 18 років.
Середній дохід на одне домашнє господарство  становив 46 425 доларів США (медіана — 32 982), а середній дохід на одну сім'ю — 55 279 доларів (медіана — 41 913). Медіана доходів становила 31 967 доларів для чоловіків та 27 089 доларів для жінок. За межею бідності перебувало 21,5 % осіб, у тому числі 29,4 % дітей у віці до 18 років та 7,6 % осіб у віці 65 років та старших.
Цивільне працевлаштоване населення становило 7583 особи. Основні галузі зайнятості: виробництво — 31,3 %, освіта, охорона здоров'я та соціальна допомога — 19,8 %, роздрібна торгівля — 12,5 %, мистецтво, розваги та відпочинок — 9,7 %.

## Відомі люди
- Грег Кіннер (* 1963) — американський актор.